# Leioproctus palpalis
Leioproctus palpalis är en biart som först beskrevs av Adolpho Ducke 1908.  Leioproctus palpalis ingår i släktet Leioproctus och familjen korttungebin. Inga underarter finns listade i Catalogue of Life.